# 华西柳
华西柳（学名：Salix occidentali-sinensis）是杨柳科柳属的植物，为中国的特有植物。分布在中国大陆的西藏、云南、四川等地，生长于海拔3,400米至3,750米的地区，目前尚未由人工引种栽培。
其种加词occidentali-sinica，意为“中华西部的”。